# Danmarks ambassade i Tokyo
Danmarks ambassade i Tokyo er Danmarks officielle repræsentation i Japan. De diplomatiske forbindelser mellem Danmark og Japan blev etableret i 1867 med underskrivelsen af "Treaty of Friendship, Commerce and Navigation between Japan and Denmark".
Ambassadens primære opgaver omfatter at fremme politisk dialog, støtte danske virksomheder på det japanske marked og yde konsulær bistand til danske borgere i Japan. Derudover arbejder ambassaden for at styrke samarbejdet inden for områder som handel, kultur og uddannelse samt at understøtte bæredygtig udvikling og økonomisk vækst i Japan.

## Historie
Relationerne mellem Danmark og Japan har dybe rødder. Allerede i 1674 forsøgte Danmark at levere et brev fra Kong Christian V til Tokugawa-shogunatet i Japan med anmodning om at indlede søfart og handel; brevet nåede dog aldrig frem. Senere, i 1739, mødte Martin Spangberg, en danskfødt russisk flådeofficer, japanske fiskere ud for Sendais kyst, hvilket markerede en af de tidligste kontakter mellem de to nationer.
Efter etableringen af diplomatiske forbindelser i 1867 har Danmark haft en officiel tilstedeværelse i Japan. Den nuværende ambassade, beliggende i Daikanyama-området i Tokyo, blev opført i 1979. Før dette havde ambassaden til huse i "Denmark House" i Aoyama, og tidligere var den placeret ved Hibiya Crossing og i Yotsuya-området i Tokyo.
I 2017 markerede Danmark og Japan 150-året for diplomatiske forbindelser med en række kulturelle og politiske arrangementer, der fejrede det langvarige venskab og samarbejde mellem de to nationer.